# 1-Bromonaftalin
1-Bromonaftalin je organsko jedinjenje sa formulom C10H7Br. On je jedan od dva izomerna bromonaftalina, pri čemu je drugi 2-bromonaftalin. Ova bezbojna tečnost se koristi kao prekurzor raznih supstituisanih derivata naftalina.

## Sinteza i reakcije
1-Bromonaftalin se priprema tretiranjem naftalina sa bromom:
C10H8  +  Br2   →   C10H7Br  +  HBr
Ovo jedinjenje učestruje u mnogim reakcijama koje su tipične za aril bromide. Bromid se može zameniti cijanidom čime se formira nitril. On formira Grinjarov reagens i organolitijumsko jedinjenje. 1-Litionaftalin se može dalje transformisati do 1,8-dilitionaftalina, prekurzora peri-naftalinskih jedinjenja.